# Vlag van Putrajaya

Vlag van Putrajaya

De vlag van Putrajaya bestaat uit drie verticale banen, blauw aan de linker- en rechterkant, geel in het midden, met het wapen van Maleisië afgebeeld in het gele baan.
De blauwe kleur symboliseert de eenheid en harmonie van de mensen van alle etnische groepen, terwijl geel de kleur is van de Maleise heersers. Het wapen op de vlag symboliseert Putrajaya als het nieuwe administratieve centrum van Maleisië en omarmt de mondialisering met volharding en kracht op weg naar het doel om een ontwikkeld land te worden. De vlag is op 1 februari 2001 officieel aangenomen.